# Футбол в Лихтенштейне
Футбол в Лихтенштейне — самый популярный вид спорта. При населении в 36 тысяч человек в стране зарегистрировано 1 700 футболистов: юниоров, профессионалов и любителей.
В начале XX века Лихтенштейн был сугубо аграрным государством, а позиции католической церкви оставались сильными. В этих условиях спорт практически не развивался, в отличие от соседних Австрии и Швейцарии, там футбольные чемпионаты проводились с конца XIX века. Лишь после интеграции со Швейцарией в конце 1920-х годов массовый спорт в маленьком княжестве начал постепенно развиваться.

## Зарождение футбола в княжестве

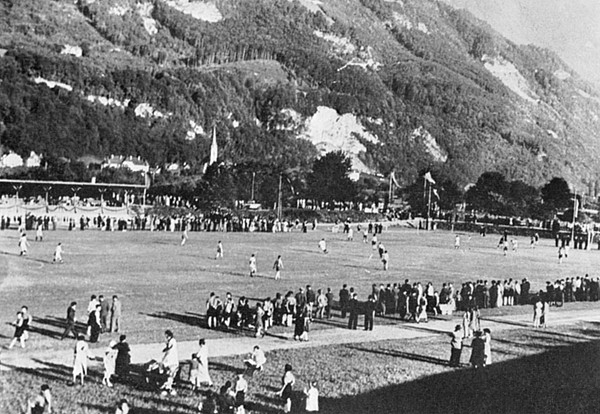
Лихтенштейн — «Блю Старс»

В декабре 1931 года прошло учредительное собрание первого клуба из Лихтенштейна — «Вадуца» (официальная дата основания — 14 февраля 1932 года). Муниципалитет выделил клубу землю для игр и тренировок и первый сезон «Вадуц» провел в чемпионате Форарльберга. В следующем году были основаны «Бальцерс», «Кикерс» из Мюлехольца, «Тризен» и «Шан». «Киккерс» вскоре присоединились к «Вадуцу», а «Шан» распался и возродился лишь в 1949 году. В 1934 году эти клубы сформировали Лихтенштейнский футбольный союз. В 1958 году был основан «Руггелль», в 1965 году в единый клуб объединились «Эшен» (основанный в 1960 году) и «Маурен» (существовавший в 1954-59 годах), а в 1972 году образовался самый молодой клуб Лихтенштейна, «Тризенберг».
Так как в Лихтенштейне не хватало команд для создания собственного чемпионата, было принято решение принять клубы княжества в швейцарскую футбольную систему. С 1933 года клубы из Лихтенштейна играют в различных лигах Швейцарии.
В 1936 году была сыграна первая международная встреча. Сборная жителей Лихтенштейна играла с резервным составом цюрихского «Грассхоппера» и проиграла 3:6, ведя по ходу встречи 2:1. А через два года в честь открытия новой площадки сборная сыграла с швейцарским грандом того времени «Блю Старс» из Цюриха. Более тысячи болельщиков, среди которых был князь Франц Иосиф II, стали свидетелями поражения команды Лихтенштейна со счетом 2:6.

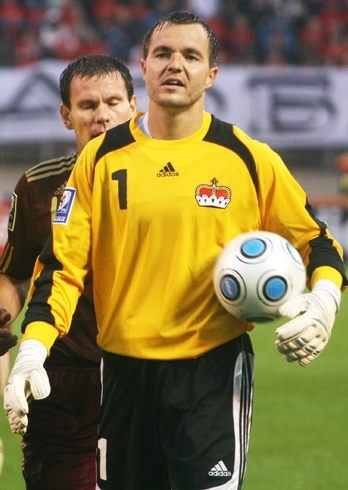
Бывший капитан сборной — голкипер Петер Йеле

## Чемпионат Лихтенштейна по футболу
С момента вступления в 1932 году в Швейцарский футбольный союз клубы Лихтенштейна Бальцерс и Тризен стали также членами федерации футбола кантона Санкт-Галлен. В 1933 году к ним присоединился Вадуц, отыгравший до этого один год в региональной лиге австрийской земли Форарльберг, и все 3 клуба (остальные 4 клуба княжества основаны после Второй мировой войны) были объединены в одну региональную группу, победитель которой объявлялся чемпионом Лихтенштейна. В сезоне 1936/37 в соревнованиях под эгидой Швейцарского футбольного союза участвовал только один участник от княжества — Тризен, который был объявлен чемпионом Лихтенштейна без игр с другими командами княжества.
- 1933/34 Тризен
- 1934/35 Тризен
- 1935/36 Вадуц
- 1936/37 Тризен

В дальнейшем клубы княжества в одной региональной группе не играли и чемпионы Лихтенштейна не провозглашались, а уже после Второй мировой войны команды стали соревноваться между собой в кубковом турнире.

## Кубок страны
После войны, в 1946 году, был разыгран первый национальный кубок страны. И первым обладателем стал клуб «Тризен», обыгравший в финале «Вадуц» 3:1. Следующие годы прошли в противостоянии «Вадуца» и «Тризена». Тризенцы еще 4 раза праздновали триумф. В следующем десятилетии «Вадуц» доминирует, выиграв 9 титулов.
Доминирование «Вадуца» было прервано искусственно: в 1963 году федерация Лихтенштейна запретила клубу принимать участие в кубке, так как уровень остальных команд был намного ниже. Лишь через три года «Вадуц» смог вновь принять участие в розыгрыше и выиграл 7 титулов подряд. В 70-е годы наметилась тенденция нарастания конкуренции в кубке, которая продлилась до конца 90-х годов. Основную конкуренцию «Вадуцу» представляли «Эшен-Маурен» и «Бальцерс». За все время «Руггель» 7 раз выходил в финал, но ни разу не смог взять трофей. А «Тризенберг» вышел в финал только однажды — в 2015 году.
По состоянию на 2019 год «Вадуц» является мировым рекордсменом по количеству побед в национальном кубке — 50 раз.

## Сборная Лихтенштейна
В 1974 году Лихтенштейн стал 142-м членом ФИФА и 34-м членом УЕФА. Важным шагом для развития молодежного спорта стало вступление федерации в Футбольный союз Боденского озера, укреплялись связи с федерацией швейцарского кантона Граубюнден и с федерацией Форарльберга.
В 1983 году на пост президента федерации был избран Эрнст Нигг. При нём произошли многие качественные изменения: созданы детские сборные, заключены первые контракты с телевидением и у федерации появились деньги для найма профессионального тренера (им стал немец Дитрих Вайс), произошла окончательная интеграция в УЕФА, «Вадуц» принял участие в Кубке обладателей кубков, а сборная сыграла в отборе на Евро-96.
20 апреля 1994 года стал историческим днём для футбола Лихтенштейна. На арене «Уиндзор Парк» сборная княжества сыграла свой первый официальный нетоварищеский матч. В матче квалификации на Евро-96 лихтенштейнцы проиграли 1:4 Северной Ирландии, а единственный гол на счету Даниэля Хаслера. В том отборе сборная набрала лишь одно очко, встреча с Ирландией в Эшене закончилась со счетом 0:0.

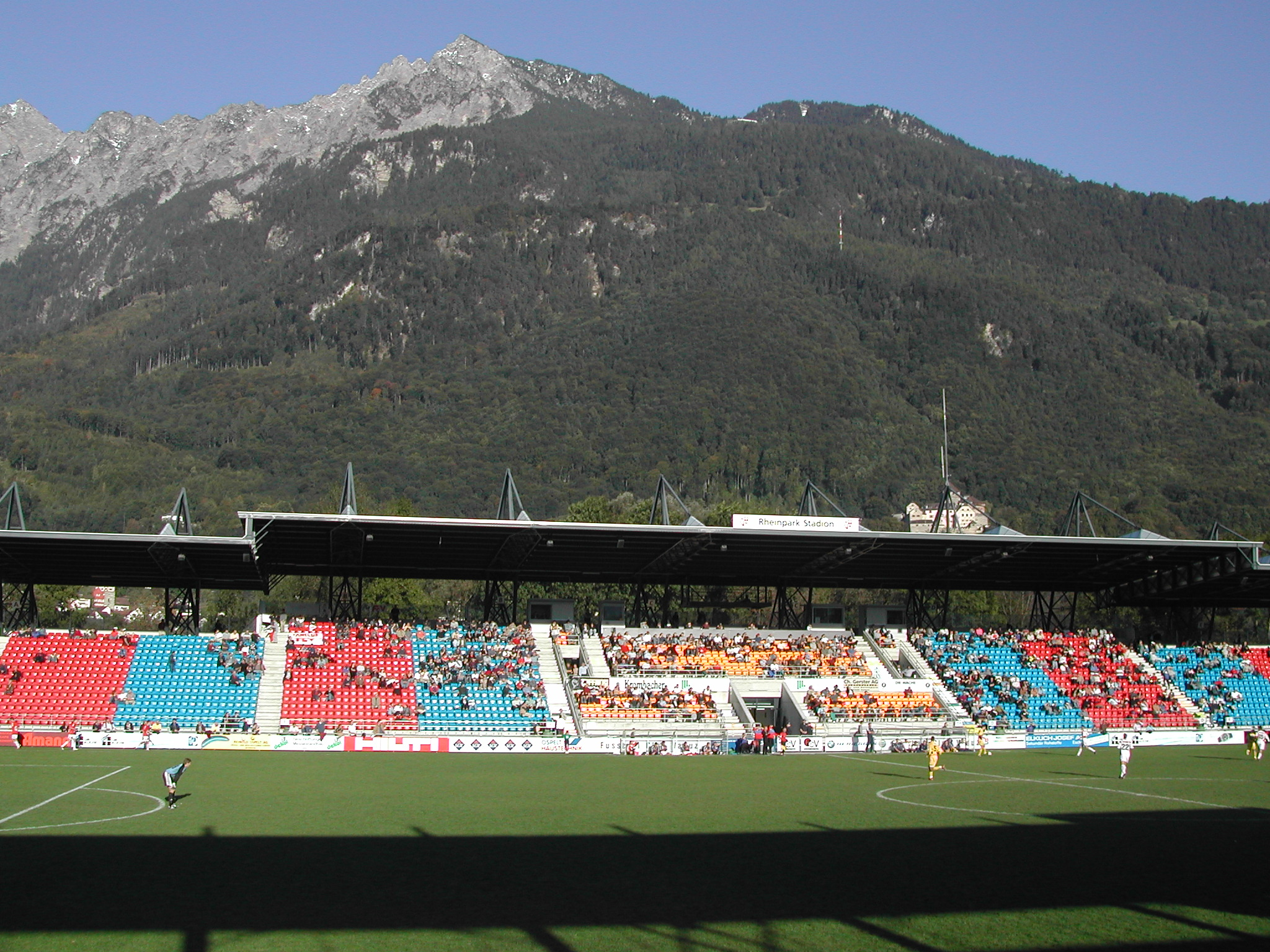
«Райнпарк» — национальный стадион Лихтенштейна

## Лихтенштейнский футбол сегодня
Юношеской сборной княжества (до 16 лет) под руководством Ральфа Лозе удалось пробиться на Чемпионат Европы U-16 1998 года. В квалификационных играх были обыграна Болгария и Азербайджан, а голы забили будущие звезды Лихтенштейна, Ронни Бюхель и Томас Бек. Несмотря на проигрыш всех матчей в финальной стадии, эта поездка в Шотландию вошла в историю Лихтенштейна.
31 июля 1998 года матчем «Вадуц» — «Кайзерслаутерн» был открыт новый национальный стадион, отвечающий всем требованиям УЕФА, «Райнпарк» в Вадуце. В 2006 году к основным трибунам стадиона были достроены две трибуны за воротами, сейчас арена окружена зрительскими местами со всех сторон.
В 2003 году на пост президента был избран Райнхард Вальзер, при нём федерация вышла из затяжного кризиса, а бюджет превысил 3 миллиона швейцарских франков. В том же году на полях княжества был проведён Чемпионат Европы среди команд возрастом до 19 лет. Хозяева проиграла все три групповых матча. Футбольная ассоциация Лихтенштейна получила высокую оценку со стороны УЕФА, а также большое уважение и признание за свою работу.
В 2009 году федерация Лихтенштейна отметила 75-летие. На торжественной встрече выступили президент ФИФА Йозеф Блаттер, президент УЕФА Мишель Платини, президент федерации Германии Тео Цванцигер, президент Швейцарской ассоциации Петер Жильерон и многие другие деятели европейского футбола.
На следующий год в Лихтенштейне был проведен турнир среди европейских сборных до 17 лет. Из-за травм и нехватки игроков хозяева отказались от участия в турнире. Победу в турнире одержала команда Англии. Более 20 тысяч человек посетили игры в Вадуце и Эшене.